# Święta ruchome
Święta ruchome – święta, których obchody nie są powiązane z datą (określonym dniem miesiąca).

## Święta ruchome w Kościele katolickim
Dni świąteczne związane z Wielkanocą
- Środa Popielcowa – pierwszy dzień wielkiego postu, 46 dni przed Niedzielą Wielkanocną
- Niedziela Palmowa – niedziela poprzedzająca Niedzielę Wielkanocną
- Wielki Tydzień – tydzień pomiędzy Niedzielą Palmową a Niedzielą Wielkanocną; jego zakończeniem jest Triduum Paschalne:
  - Wielki Czwartek
  - Wielki Piątek
  - Wielka Sobota
- Niedziela Wielkanocna – pierwsza niedziela po pierwszej pełni księżyca po równonocy wiosennej (20/21 marca)
- Poniedziałek Wielkanocny – drugi dzień świąt Wielkanocy
- Uroczystość Miłosierdzia Bożego – II Niedziela Wielkanocna (tydzień po Wielkanocy)
- Uroczystość Wniebowstąpienia Pańskiego – 40 dni po Wielkanocy (czwartek) lub w VII Niedzielę Wielkanocną
- Zesłanie Ducha Świętego – 49 dni po Wielkanocy (niedziela).

Dni niezwiązane z Wielkanocą, jednak ich data zależna jest od Wielkanocy
- Święto Najświętszej Marii Panny, Matki Kościoła – poniedziałek po Zesłaniu Ducha Świętego
- Święto Jezusa Chrystusa, Najwyższego i Wiecznego Kapłana – czwartek po Zesłaniu Ducha Świętego[1]
- Uroczystość Trójcy Przenajświętszej – pierwsza niedziela po Zesłaniu Ducha Świętego
- Uroczystość Najświętszego Ciała i Krwi Chrystusa (krótko: Boże Ciało) – czwartek po Trójcy Przenajświętszej (60 dni po Wielkanocy)
- Uroczystość Najświętszego Serca Pana Jezusa – w piątek po drugiej niedzieli po Zesłaniu Ducha Św.
- Wspomnienie Niepokalanego Serca Najświętszej Marii Panny – sobota po Uroczystości Najświętszego Serca Pana Jezusa.

Dni świąteczne w pozostałych okresach roku liturgicznego
- Święto Chrztu Pańskiego – niedziela po 6 stycznia
- Uroczystość Poświęcenia Własnego Kościoła – ostatnia niedziela października (w kościołach poświęconych, w których data poświęcenia jest nieznana)
- Uroczystość Jezusa Chrystusa Króla Wszechświata – ostatnia niedziela zwykła (piąta niedziela przed 25 grudnia)
- Święto Świętej Rodziny – niedziela po 25 grudnia (jeżeli Boże Narodzenie przypada w niedzielę wówczas – 30 grudnia).

Niektóre święta związane z datą mogą również w danym roku zmienić czas swych obchodów zależnie od stosowania tabeli pierwszeństwa dni (→ rok liturgiczny).